# Antonio Colantuoni
Antonio Colantuoni ist ein italienischer Filmproduzent.
Colantuoni produzierte seit 1957 für Turris Film etliche sentimentale Dramen und Filmkomödien. 1969 verantwortete er auch als Regisseur einen Dokumentarfilm für seine Produktionsfirma, der nur begrenzte Verbreitung erfuhr: Dove non è peccato, ein dem Mondo-Film zugerechnetes Werk.
1975 war er am Skript zu Tinto Brass’ umstrittenen Salon Kitty beteiligt., 1980 wirkte er als Regieassistent von Marino Girolami.

## Filmografie (Auswahl)
- 1957: C'è un sentiero nel cielo (Produktionsleiter)
- 1969: Dove non è peccato (Regie, Buch)
- 1975: Salon Kitty (Salon Kitty) (Idee)